# HLA-B18
HLA-B18 هو نمط مصلي من مستضد الكريات البيضاء البشرية-ب.